# La Clémence de Scipion (Bellini)
Pour les articles homonymes, voir La Clémence de Scipion.

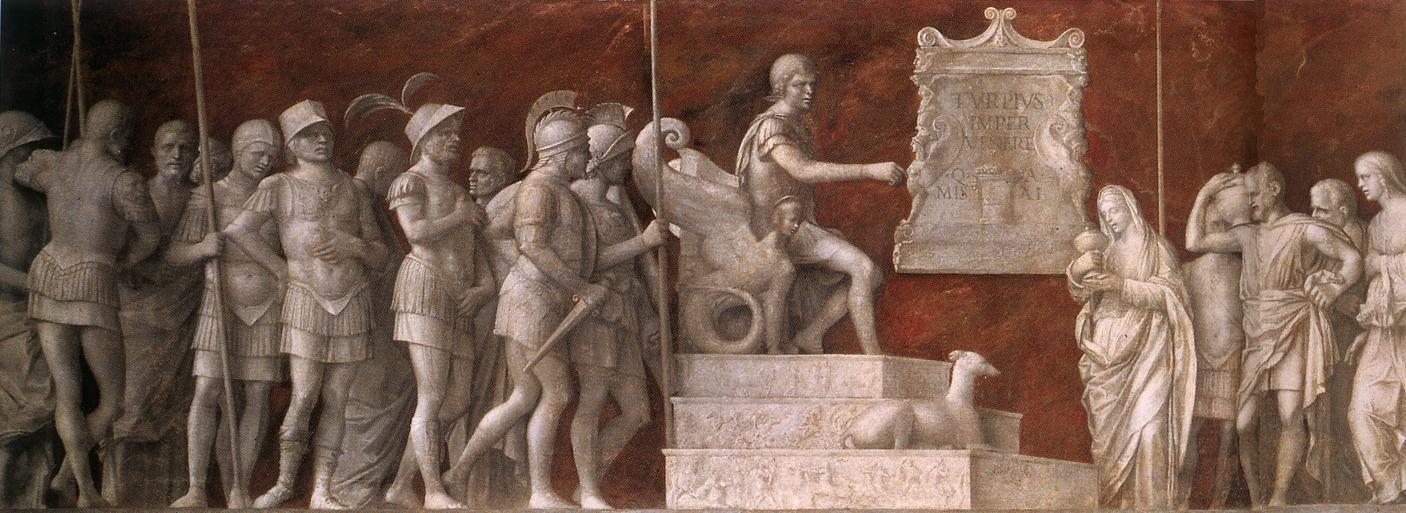
Première moitié

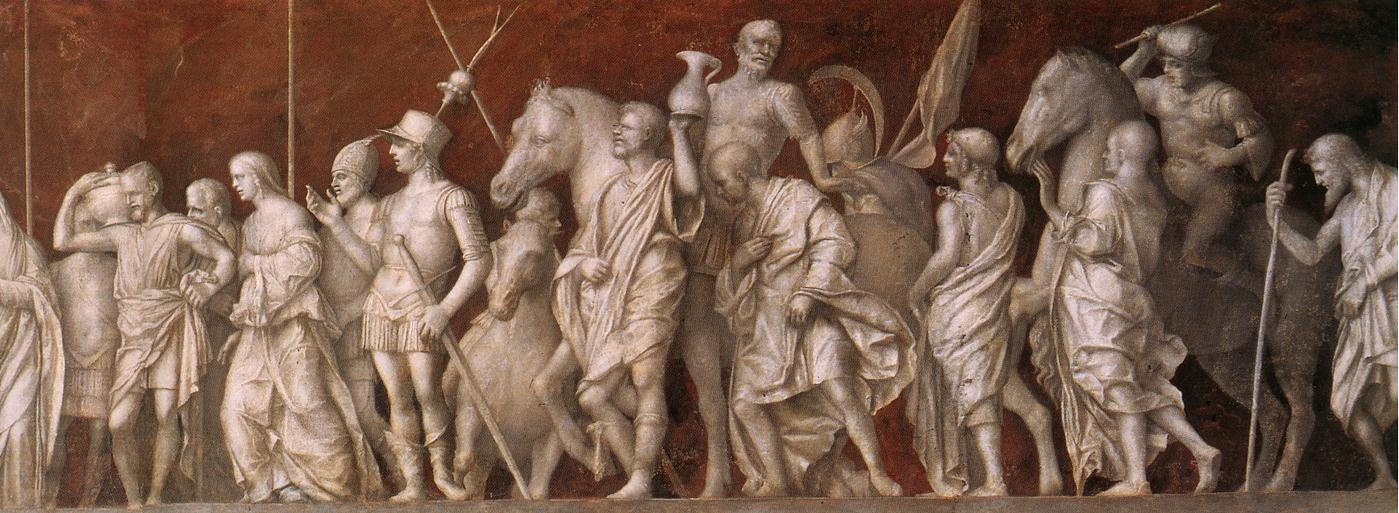
Seconde moitié

La Clémence de Scipion est une huile sur toile (74,8 × 356,2 cm) de Giovanni Bellini, datée de 1507-1508 et conservée à la National Gallery de Washington. Elle fait probablement partie de la même série que L'Introduction du culte de Cybèle à Rome d'Andrea Mantegna.

## Histoire
Le tableau a probablement été commandé à Mantegna en 1505 par le cardinal Marco Cornaro. 

## Description et style
La toile se base sur un épisode de la deuxième guerre punique, rapporté par Tite-Live et Valère Maxime. Le général Publius Cornelius Scipio Africanus, connu sous le nom de Scipion l'Africain, vainqueur d'Hannibal en Afrique, après la prise de Carthage en 209 av. J.-C., reçut comme butin de guerre une vierge d'une exceptionnelle beauté, qui lui était attribuée. Mais, écoutant ses supplications, il la respecta en la renvoyant aux parents et à son fiancé, Allutius, à la seule condition que son promis, un Celtibère, se consacrât à la paix entre Rome et Carthage.